# Svartgölen (Dalhems socken, Småland)
Svartgölen är en sjö i Västerviks kommun i Småland och ingår i Storån-Botorpsströmmens kustområde.